# Kévin Antoniotti
Pour les articles homonymes, voir Antoniotti.
Kévin Antoniotti, né le 14 avril 1989 à Saint-Louis (La Réunion), est un gymnaste artistique français.

## Palmarès

### Jeux méditerranéens
- Mersin 2013
  -  Médaille d'or aux barres parallèles.
  -  Médaille de bronze par équipe.

### Championnats de France
- Champion de France du concours général individuel en 2014
- Champion de France aux barres parallèles en 2013
- Champion de France aux barres parallèles en 2019.